# Stichopathes setacea
Stichopathes setacea är en korallart som beskrevs av Gray 1860. Stichopathes setacea ingår i släktet Stichopathes och familjen Antipathidae. Inga underarter finns listade i Catalogue of Life.